# Jenny détective
Pour plus de détails, voir Fiche technique et Distribution.
Jenny détective (Jenny und der Herr im Frack) est un film allemand réalisé par Paul Martin sorti en 1941.

## Synopsis
Le détective d'assurance Peter Holm de la compagnie d'assurance Merkur est sur la piste du voleur Robert Makaroff, qui est à la recherche d'une perle précieuse hautement assurée auprès de Merkur. La perle a depuis été offerte à la danseuse Lilly Hegedüsch, mais appartenait auparavant au comte Palfi. Il y a un cambriolage chez Palfi, peu de temps avant que la perle ne soit mise en vente. Peter Holm sait maintenant que Makaroff veut bien voler la perle pour faire parfaitement son affaire. Lilly assistera bientôt à un congrès du timbre à Copenhague et Peter ne veut pas la quitter pendant cette période. Cependant, Brink, le patron de Peter, n'est pas très enthousiaste et le congédie, car il a mis le voleur sur la piste de la perle. Enfin, le licenciement est forcé par la fille de Brink, Jenny, qui vient de terminer sa formation de criminaliste et se rend à Copenhague sous des noms secrets pour retrouver Makaroff. Peter est tombé amoureux d'elle au bureau et annonce le mariage avec Jenny à son père puis s'adresse Jenny dans le train, ce qu'elle refuse.
À Copenhague, Peter rencontre non seulement Lilly, avec qui il partage son plan, mais aussi après un long moment, il revoit son ancien ami d'école Willy Krag, un collectionneur passionné de timbres. De plus, arrive l'évêque, qui peu avant avait annulé sa participation au congrès pour des raisons de calendrier. En réalité, il s'agit Robert Makaroff qui veut voler la perle méconnue. Diverses coïncidences amènent Jenny à penser que Peter est Makaroff. Comme elle fait attention à lui uniquement pour l'arrêter, Peter lui laisse croire encore et encore qu'il est en fait le criminel recherché. En même temps, il la drague, l'invite au dîner de fiançailles et commande déjà les bagues, tandis qu'en même temps il essaie d'identifier Makaroff. Lors de la soirée de clôture du congrès, Peter essaie d'attraper Makaroff avec un tour, mais au moment crucial Peter est arrêté par la police à l'instigation de Jenny. Ce n'est qu'à ce moment que Peter se révèle à Jenny. Le père de Jenny apparaît et explique à Jenny que le chasseur de dot Peter savait qui elle était depuis le début. Au milieu de l'agitation, Makaroff réussit à voler la perle à Lilly et à faire sortir le bijou de l'hôtel par ses complices.
Grâce à un indic, Jenny apprend que la perle est cachée dans des cigares. Peter, à son tour, a vu l'un des complices écrire le nombre 41 sur un morceau de papier pour un autre. Il suit un suspect jusqu'à la gare et parvient à fouiller une valise portant le numéro 41, mais n'y trouve rien de suspect. Une boîte à cigares est encore scellée. Pendant ce temps, Jenny veut laisser Peter déçu, mais ne lui dit rien sur sa connaissance de l'endroit où se trouve la perle. Même la persuasion de Brink, qui est depuis longtemps convaincu des intentions honnêtes de Peter, ne sert à rien. Willy Krag est quant à lui en mesure de montrer que l'évêque est un escroc, alors qu'il voulait lui donner un cachet rarissime pour deux pièces sans valeur. À la gare, Jenny et Peter se réconcilient et il apprend d'elle la cachette de la perle dans les cigares. La valise portant le numéro 41 est amenée dans le compartiment de l'évêque et Jenny et Peter trouvent la perle dans la valise. L'évêque la menace avec un pistolet, mais est peu après placé en garde à vue par la police, alertée par Krag. Il y a une fin heureuse pour Jenny et Peter, et Willy Krag est heureux aussi : avec la récompense offerte pour la tête de Makaroff, il peut enfin s'offrir un timbre particulièrement rare.

## Fiche technique
- Titre français : Jenny détective[1]
- Titre original allemand : Jenny und der Herr im Frack
- Réalisation : Paul Martin assisté de Hans Wolff
- Scénario : Jacob Geis, Paul Martin, Peter Groll
- Musique : Lothar Brühne
- Direction artistique : Herbert Hochreiter (de), Walter Schlick
- Costumes : Maria Pommer-Uhlig (de)
- Photographie : Josef Strecher
- Son : Josef Zora
- Montage : Hans Wolff
- Production : Ernst Rechenmacher
- Société de production : Bavaria Film
- Société de distribution : Bavaria Film
- Pays de production :  Reich allemand
- Langue : allemand
- Format : Noir et blanc - 1,37:1 - Mono - 35 mm
- Genre : Comédie policière
- Durée : 89 minutes
- Dates de sortie :
  - Allemagne : 25 novembre 1941 à Vienne, 15 décembre 1941 à Berlin.
  - France : 4 décembre 1942[1].

## Distribution
- Gusti Huber : Jenny Brink
- Johannes Heesters : Peter Holm
- Oskar Sima : Makaroff
- Hilde Hildebrand : Lilly Hegedüsch
- Paul Kemp (de) : Willy Krag
- Gustav Waldau (de) : le directeur général Brink
- Hermann Pfeiffer (de) : M. Sprüngli
- Arnulf Schröder (de) : L'électricien
- Walter Lieck (de) : Karl, le serveur
- Edith Meinhard : La fausse Mme Sprüngli
- Hertha von Hagen (de) : La vraie Mme Sprüngli
- Hans Unterkircher : Arthur Kinsky
- Alice Treff (de) : la dame dans la bijouterie
- Erdmut Dauter (de) : la photographe
- Edith Meinel : la vendeuse de cigarettes
- Erich Ziegel : le joaillier Bergh
- Erik Frey : l'employé de la joaillerie
- Karl Graumann (de) : un portier
- Erwin Klietsch (de) : un groom
- Kurt Uhlig : Fritz, employé de bureau chez Brink
- Angelo Ferrari : un complice de Makaroff
- Ernst Schrumpf : un portier
- Wolfgang Kieling : un groom
- Kurt Daehn : Le commissaire criminel

## À noter
- Jenny und der Herr im Frack est l'adaptation de la pièce de Georg Zoch (de)[2]. Le tournage a lieu du 12 juin au mois d'août 1941 dans la région de Prague[3] ainsi que dans les studios de Bavaria Film.
- Le film est l'un des rares films policiers allemands à être sorti pendant le Troisième Reich[4]. Pour les nazis, il n'y a plus officiellement aucun criminel. Comme dans la plupart des cas, les enquêteurs sont privés.